# Leichtathletik-Weltmeisterschaften 2011/Teilnehmer (Kolumbien)
| Gelbes Symbol für Goldmedaillen mit stilisierten Olympischen Ringen | Graues Symbol für Silbermedaillen mit stilisierten Olympischen Ringen | Braundes Symbol für Bronzemedaillen mit stilisierten Olympischen Ringen |
| ------------------------------------------------------------------- | --------------------------------------------------------------------- | ----------------------------------------------------------------------- |
| 1                                                                   | —                                                                     | 1                                                                       |

Der kolumbianische Leichtathletik-Verband stellte bei den Leichtathletik-Weltmeisterschaften 2011 im koreanischen Daegu 20 Teilnehmer.

## Ergebnisse

### Männer

#### Laufdisziplinen
| Athlet              | Disziplin    | Vorlauf     | Vorlauf | Halbfinale    | Halbfinale    | Finale        | Finale        |
| Athlet              | Disziplin    | Zeit        | Platz   | Zeit          | Platz         | Zeit          | Platz         |
| ------------------- | ------------ | ----------- | ------- | ------------- | ------------- | ------------- | ------------- |
| Álvaro Gómez        | 100 m        | 10,62 s     | 41      | ausgeschieden | ausgeschieden | ausgeschieden | ausgeschieden |
| Daniel Grueso       | 200 m        | 20,87 s     | 26      | ausgeschieden | ausgeschieden | ausgeschieden | ausgeschieden |
| Rafith Rodríguez    | 800 m        | 1:48,26 min | 30      | 1:46,41 min   | 15            | ausgeschieden | ausgeschieden |
| Paulo Villar        | 110 m Hürden | 13,55 s     | 15      | 13,73 s       | 13            | ausgeschieden | ausgeschieden |
| Luis Fernando López | 20 km Gehen  |             |         |               |               | 1:20:38 h SB  | Gold          |
| James Rendón        | 20 km Gehen  |             |         |               |               | 1:24:08 h SB  | 18            |
| Gustavo Restrepo    | 20 km Gehen  |             |         |               |               | DSQ           | DSQ           |

#### Sprung/Wurf
| Athlet         | Disziplin | Qualifikation | Qualifikation | Finale        | Finale        |
| Athlet         | Disziplin | Weite/Höhe    | Platz         | Weite/Höhe    | Platz         |
| -------------- | --------- | ------------- | ------------- | ------------- | ------------- |
| Arley Ibargüen | Speerwurf | 74,02 m       | 27            | ausgeschieden | ausgeschieden |

### Frauen

#### Laufdisziplinen
| Athletin                                                                 | Disziplin        | Vorlauf        | Vorlauf | Halbfinale     | Halbfinale    | Finale        | Finale        |
| Athletin                                                                 | Disziplin        | Zeit           | Platz   | Zeit           | Platz         | Zeit          | Platz         |
| ------------------------------------------------------------------------ | ---------------- | -------------- | ------- | -------------- | ------------- | ------------- | ------------- |
| Yomara Hinestroza                                                        | 100 m            | 11,56 s        | 35      | ausgeschieden  | ausgeschieden | ausgeschieden | ausgeschieden |
| Norma González                                                           | 400 m            | 53,35 s        | 23      | 52,29 s        | 17            | ausgeschieden | ausgeschieden |
| Rosibel García                                                           | 800 m            | 2:01,33 min SB | 12      | 2:00,79 min SB | 14            | ausgeschieden | ausgeschieden |
| Lina Flórez                                                              | 100 m Hürden     | 12,98 s        | 13      | 12,94 s PB     | 14            | ausgeschieden | ausgeschieden |
| Brigitte Merlano                                                         | 100 m Hürden     | 13,23 s        | 23      | 13,21 s        | 21            | ausgeschieden | ausgeschieden |
| Ángela Figueroa                                                          | 3000 m Hindernis | 10:06,00 min   | 28      |                |               | ausgeschieden | ausgeschieden |
| Ingrid Hernández                                                         | 20 km Gehen      |                |         |                |               | 1:39:53 h     | 32            |
| Arabelly Orjuela                                                         | 20 km Gehen      |                |         |                |               | 1:39:28 h     | 31            |
| Yomara Hinestroza María Alejandra Idrobo Darlenys Obregón Norma González | 4 × 100 m        | 43,53 s SB     | 9       |                |               | ausgeschieden | ausgeschieden |

#### Sprung/Wurf
| Athletin              | Disziplin  | Qualifikation | Qualifikation | Finale        | Finale        |
| Athletin              | Disziplin  | Weite/Höhe    | Platz         | Weite/Höhe    | Platz         |
| --------------------- | ---------- | ------------- | ------------- | ------------- | ------------- |
| Caterine Ibargüen     | Dreisprung | 14,52 m       | 3             | 14,84 m       | Bronze        |
| María Lucelly Murillo | Speerwurf  | 52,83 m       | 28            | ausgeschieden | ausgeschieden |